# Kingdom of the Night
Kingdom of the Night (en español: Reino de la noche) es el álbum debut de la banda alemana de heavy metal Axxis y fue publicado en formatos de disco de vinilo, casete y disco compacto por la discográfica EMI Music en 1989.  Fue relanzado en 1990, 1993 y 2003 por la misma compañía y por Capitol Records en América.
Axxis quería alcanzar los niveles de popularidad que lograron conseguir otras bandas de su país como Scorpions, Accept y Warlock en la década de 1980.  Cuando por fin llegaron a firmar contrato con EMI Music, publicaron este disco.  El éxito fue inesperado para las expectativas de la banda; Kingdom in the Night vendió más de 100 000 copias en unos meses, convirtiéndose en el álbum debut más vendido de un grupo alemán de hard rock en 1989. Este disco ha vendido en total más de 150 000 unidades.
Este disco llegó a posicionarse en el lugar 42.º de las listas alemanas en el año de 1989.

## Reediciones del disco
Las reediciones de 1993 y 2003 contienen una versión acústica extendida del tema «Living in a World».

## Recepción de la crítica
El crítico de Allmusic Alex Henderson le otorgó una buena reseña a la banda y a Kingdom of the Night, pues mencionó que «Axxis aportó cosas interesantes al hard rock y al heavy metal». Del disco comentó que «la letra de sus canciones tenían una temática fantástica y que a los metaleros no les molestaría escuchar dichos temas melódicos», y concluyó diciendo que «aunque este álbum no era una eminencia en el hard rock o en el heavy metal, era “generalmente decente y respetable”».

## Lista de canciones
Todos los temas fueron escritos por Bernhard Weiss y Walter Pietsch.

### Versión original de 1989
| Lado A |                        |                        |          |  |
| N.º    | Título                 | Traducción al español  | Duración |  |
| 1.     | «Living in a World»    | «Viviendo en un mundo» | 3:52     |  |
| 2.     | «Kingdom of the Night» | «Reino de la noche»    | 3:51     |  |
| 3.     | «Never Say Never»      | «Nunca digas nunca»    | 3:41     |  |
| 4.     | «Fire and Ice»         | «Fuego y hielo»        | 4:00     |  |
| 5.     | «Young Souls»          | «Almas jóvenes»        | 3:16     |  |

| Lado B |                         |                             |          |  |
| N.º    | Título                  | Traducción al español       | Duración |  |
| 6.     | «For a Song»            | «Por una canción»           | 4:03     |  |
| 7.     | «Love is Like an Ocean» | «El amor es como un océano» | 3:24     |  |
| 8.     | «The Moon»              | «La luna»                   | 3:41     |  |
| 9.     | «Tears of the Trees»    | «Lágrimas de los árboles»   | 4:07     |  |
| 10.    | «Just One Night»        | «Sólo una noche»            | 3:13     |  |
| 11.    | «Kings Made of Steel»   | «Reyes hechos de acero»     | 3:31     |  |

### Reedición de 1993 y 2003
| Side one |                                                   |          |  |
| N.º      | Título                                            | Duración |  |
| 12.      | «Kingdom of the Night» (versión acústica editada) | 5:00     |  |

## Créditos

### Axxis
- Bernhard Weiss — voz y guitarra
- Walter Pietsch — guitarra y coros
- Werner Kleinhans — bajo
- Richard Michalski — batería y coros

### Músicos adicionales
- Tobias Becker — teclados (excepto en la canción «Tears of the Trees»)
- Werner Peters — teclados (en la canción «Tears of the Trees»)
- Ava Cimiotti — coros
- Frank Pieper — coros

### Personal técnico y de arte
- Rolf Hanekamp — productor
- Adam Backhausen — encargado de arte y diseño
- Kalle Wallau — encargado de arte y diseño
- Mark & Markus — ilustración
- Herman Schulte — fotografía

## Listas
| Año  | País     | Lista                              | Posición máxima |
| ---- | -------- | ---------------------------------- | --------------- |
| 1989 | Alemania | Media Control Charts Top 100 Album | 42.º            |